# 카나다스피스
카나다스피스 (학명: Canadaspis)는 북아메리카와 중국에 나타났던 캄브리아기 이매등갑(bivalved carapace) 절지동물의 멸종한 한 속이다. 속명의 뜻은 ‘캐나다의 방패’이다. 카나다스피스는 주로 해저를 거닐며 먹이를 찾아다녔으며, 그러면서 진흙을 파헤치는 데 이분성 다리를 사용했을 것으로 추정되는 카나다스피스는, 히메노카리나목 내에 자리하는 멸종한 절지동물이다.

## 생김새

### 카나다스피스 페르펙타

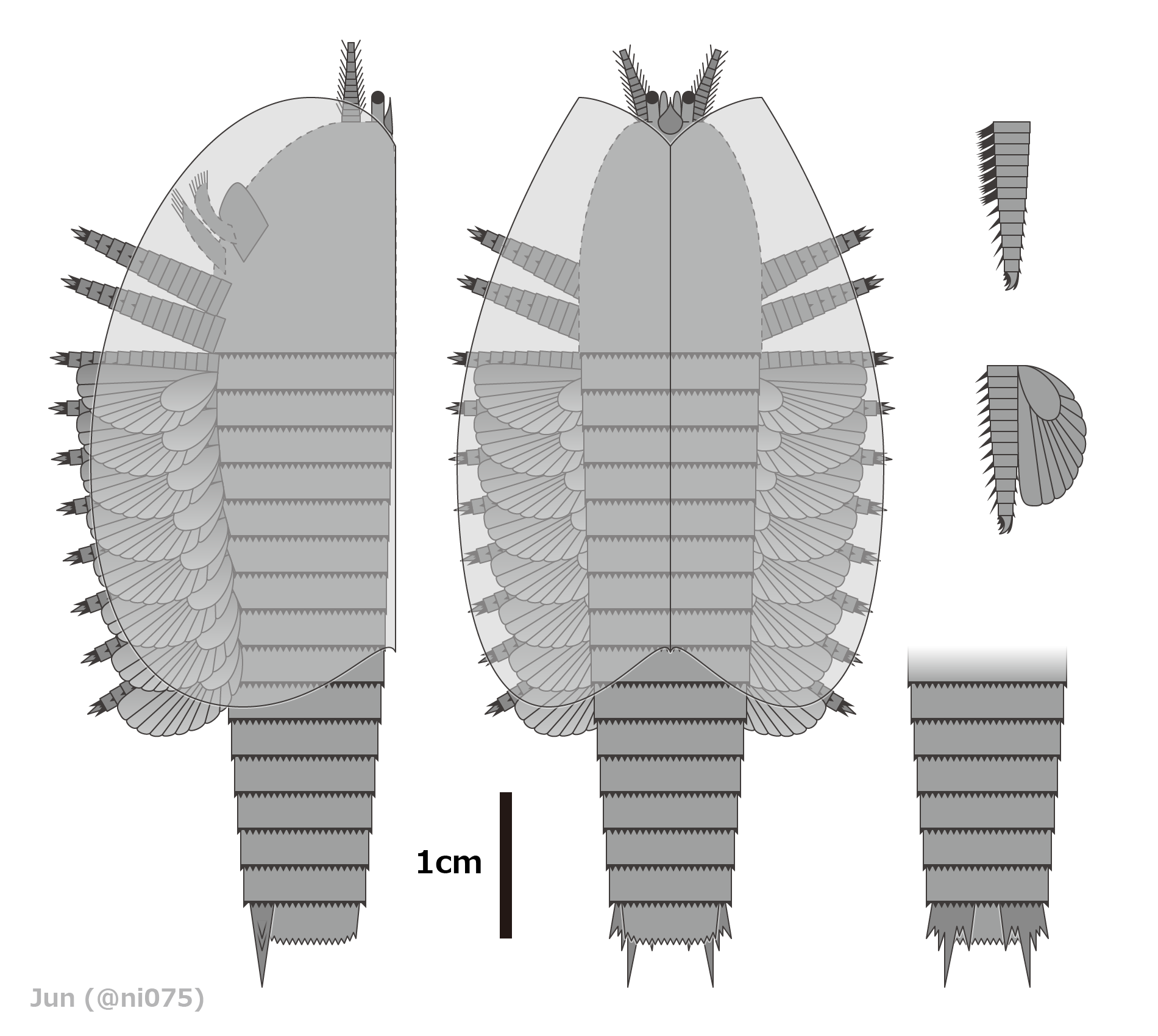
카나다스피스 페르펙타의 복원 그림

페르펙타 종의 이매등갑은 줄자로 앞뒤를 쟀을 때에 보통 8~52mm 정도로 길다. 머리에는 각기 짧은 육경 끝에 작은 눈이 달려있다. 두 눈 사이에는 앞으로 뻗은 액각이 있으며 마디화가 덜한 짧은 더듬이가 한 쌍 있다. 왑티아에서도 비슷한 더듬이가 있으며 이것은 갑각류의 반타원형 더듬이와 상동인 것으로 보인다. 또한 후각 기능을 담당했던 듯 하다. 머리에는 또 다른 더듬이 한 쌍이 달리며, 앞으로 뻗어있는 더듬이보다 더 크고 잘 마디져 있으며 총 12마디이다. 그리고 더듬이 끝으로 갈수록 마디가 길어지며 더듬이 끝은 늘씬하고 앞으로 향해 있는 가시가 달린다. 큰턱과 작은턱이 한 쌍씩 존재한다. 큰턱은 센털에 덮인 큰턱수염이 달리며 턱 모서리에는 턱니가 달린다. 머리에는 크게 발달한 머리가슴다리(前胸部枝) 두 쌍이 달리는며, 다리 끝에 발톱이 달린다. 이 다리가 단지인지 이분지(二分枝)인지는 불분명하다. 몸통의 경우 앞에는 단단한 다리가 달린 가슴부와, 뒤로는 노출된 다리가 없는 복부로 나뉘며 이 둘을 합치면 총 12마디이다. 가슴은 8쌍의 합쳐진 두갈래다리 쌍이 달린다. 속다리(內枝)는 13~14마디로 이루어져 있을 것으로 추정되며 머리의 다리처럼 마찬가지로 그 끝에 발톱이 달린다. 겉다리(外枝)는 지느러미 모양이며 가장자리를 따라 바깥으로 펼쳐진 작은 지느러미살이 9~10장 있다. 복부는 그 끝이 꼬리마디(尾節)로 끝나는데, 가시 모양의 지느러미 한 쌍이 아래에서 뒤로 향해 뻗어있으며 꼬리지느러미별로 큰 가시 하나와 작은 가시 5개가 달린다.

### 카나다스피스 레비가타

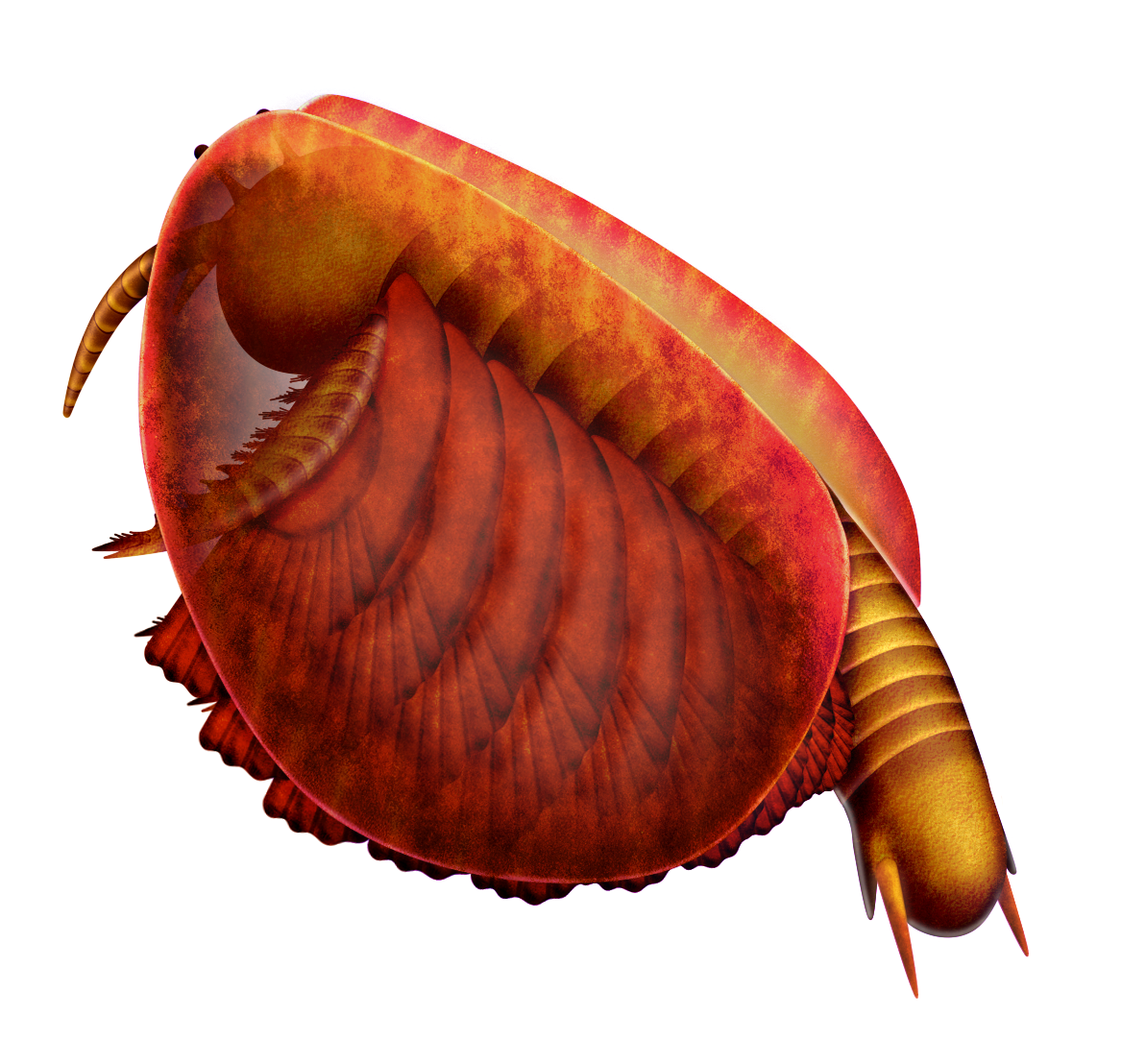
카나다스피스 레비가타의 복원도

레비가타 종(C. laevigata)의 갑각은 페르펙타 종보다도 작고 크기도 보통 작은 편이다. 페르펙타 종과 마찬가지로 육경 한 쌍과 마디진 단지형 더듬이 한 쌍이 있다. 몸통은 고리모양 등판이 19개 있다. 10쌍의 이분지의 경우, 첫번째 쌍은 머리쪽에 위치한다. 이분지는 전부 형태가 비슷하다. 속다리는 강건하며 끝에 발톱이 달려 있다. 바깥다리는 편평하고 둥글다. 몸통의 끝에는 꼬리마디가 있으며 페르펙타 종의 꼬리마디보다 부분적으로 더 길다. 꼬리지느러미는 크고 작은 가시가 달리며 뒤를 향한다.

## 생태
카나다스피스는 해양성 저서동물로 해저 바닥을 걸어다녔던 것으로 보인다. 페르펙타 종은 부속지 끝의 발톱으로 퇴적층을 휘젓는 데에 사용했을 수도 있고 바로 윗층을 벗겨냈을 수도 있는데, 데렉 브릭스는 영양분이 풍부한 미생물막을 먹었을 것임을 시사한다. 쿩은 알갱이를 훑어내면서 다리 안쪽에 자리한 가시들로 먹이를 붙들어 매는데, 이 가시들은 먹이 알갱이를 갉아먹을 수 있는 큰턱이 있는 방향으로 옮길 수 있었다.
더듬이는 감각기관으로 쓰였다. 페르펙타 종의 머리 위의 가시는 포식자에게서 취약한 눈을 보호해주기 위함인 것으로 사료된다. 다리는 잔물결처럼 움직이는 계시성 운동을 했을 것이다. 카나다스피스는 헤엄을 잘 못치지만 부드러운 퇴적물 바닥 위에서 앞으로 나아갈 수 있었다. 또한 먹이 섭취와 호흡을 거들어 줄 수류를 만들어 내기도 했을 것이다.
페르펙타 종의 화석 표본이 탈피를 하고자 동시다발적으로 무리에 참여한 것이 밝혀졌다.

## 계통분류
카나다스피스 페르펙타(학명: Canadaspis perfecta)는 원래 찰스 둘리틀 월컷(Charles Doolittle Walcott)이 1912년에 히메노카리스 페르펙타(학명: Hymenocaris perfecta)로 기술 및 발표한 것이다. 페르펙타 종은 이후 노보질로프(Novozhilov)가 당시 별개의 새로운 속으로 발표한 카나스피스속에 들어갔다.
카나다스피스는 예전부터 갑각류로 여겨지기도 하였으나 현재 이 가설은 부정되었다. 보통은 진절지동물(Euarthropoda)의 줄기군으로 보고 있다. 현재는 대악동물군에 속하는 히메노카리나목의 한 구성종으로 여기고 있다. 과학자들 가운데에는 레비가타 종을 별개의 속으로 봐야 한다는 의견이 있다.

## 같이 보기
- 히메노카리나목
- 왑티아